# La tonta del bote (película de 1939)

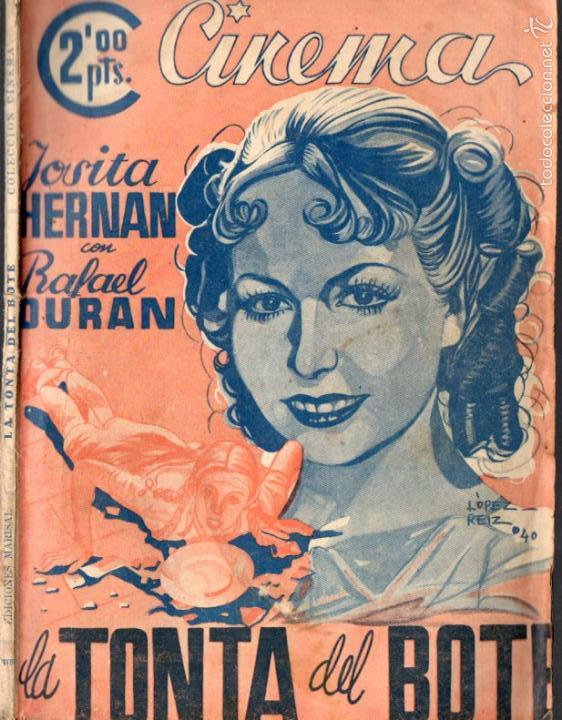
Cartel de la película "La tonta del bote" con Josita Hernán

La tonta del bote es una película española de comedia estrenada en 1939, escrita y dirigida por Gonzalo Delgrás y protagonizada en los papeles principales por Josita Hernán y Rafael Durán.
Se trata de la primera versión cinematográfica de la obra teatral de 1925 creada por Pilar Millán Astray, cuyas adaptaciones posteriores son de 1956, con el título de La chica del barrio y de 1970 protagonizada por Lina Morgan.
Se trata de una película perdida, ya que actualmente no se conserva ninguna copia ni en la Filmoteca Española, Filmoteca de Cataluña, Instituto Valenciano de Cinematografía, Filmoteca de Andalucía, ni en la Filmoteca de la UNAM. En una entrevista realizada en 1984 a Josita Hernán, aseguró que la película se había quemado.
Por su papel de Susana en la película, Josita Hernán recibió el premio a la mejor actriz, otorgado por el Sindicato Nacional del Espectáculo.

## Sinopsis
Susana es una huérfana ingenua, torpe y de buen corazón que vive sirviendo en casa de la señora Engracia desde que su madre murió a los pocos días de darla a luz. Allí también viven las tres sobrinas de la señora: Asunta, Trini y Lorito, que no trabajan y a las que también debe servir. La mala situación económica obligará a Engracia a alquilar una habitación al atractivo Felipe El Postinero, que tiene una mala fama que es solo fruto de las habladurías.

## Reparto
- Josita Hernán como Susana
- Rafael Durán como Felipe El Postinero
- Carmen López Lagar como Doña Engracia
- Amparo Martí
- Camino Garrigó